# Hereroland
Hereroland era un bantustan de l'antiga Namíbia. Fou establert a l'octubre de 1968 sobre una extensió molt àrida, i al juliol de 1970 se li va atorgar autonomia administrativa. El bantustan de major extensió amb 58.997 km², va ser destinat per al desenvolupament dels 44.000 hereros que, segons l'informe Odendaal (1964), vivien en la regió. L'idioma que més es parla és l'herero. Situat a l'orient del país, fent frontera amb Botswana, incloïa part de l'occident del desert del Kalahari i tenia com capital a la població d'Okahandja. El territori que va conformar aquest bantustan en l'actualitat és part de les regions administratives d'Omaheke i Otjozondjupa.